# Piotr Petrovitch Pahlen
Piotr Petrovitch Pahlen (en russe : Пётр Петрович Пален, en allemand : Peter Johann Christoph Graf von der Pahlen), né le 31 août 1778 (11 septembre dans le calendrier grégorien) au manoir de Kauzmünde (en) en Courlande et mort le 19 avril 1864 (1er mai dans le calendrier grégorien) à Saint-Pétersbourg, est un noble germano-balte et un général de l'armée impériale russe.

## Biographie
Peter est né dans la famille noble allemande balte von der Pahlen. Son père Peter Ludwig von der Pahlen (en russe Piotr Alexeïevitch Pahlen) — impliqué dans le complot contre Paul Ier — a été élevé au rang de comte héréditaire par l'empereur Alexandre Ier de Russie. Les frères de Peter sont le général de cavalerie Paul Karl Ernst Wilhelm Philipp von der Pahlen et le diplomate russe Friedrich Alexander von der Pahlen.
Entré dans l'armée à l'âge de douze ans au sein du régiment de la garde à cheval, il est promu au grade de colonel en 1798 et en 1800 à celui de général-major.
Très décoré pour son commandement lors de la campagne de Pologne des guerres napoléoniennes (1806-1807), il prend sa retraite de l'armée en 1823. Rappelé en 1828 pour la guerre russo-turque, il est également un haut commandant russe pendant la répression de l'insurrection de Novembre, et notamment la bataille de Varsovie (1831).
Pahlen a également été ambassadeur de Russie auprès du royaume de France du 11 mars 1835 au 8 avril 1841.